# Jaboticatubas
Jaboticatubas là một đô thị thuộc bang Minas Gerais, Brasil. Đô thị này có diện tích 1113,774 km², dân số năm 2007 là 15496 người, mật độ 13,9 người/km².